# В траве сидел кузнечик
«В траве сидел кузнечик» — детская песня, сочинённая Николаем Носовым и Владимиром Шаинским.
Является одной из самых известных песен композитора Шаинского и советских детских песен вообще.
Слова написаны Николаем Носовым в 1954 году для книги «Приключения Незнайки и его друзей», по её сюжету коротышки поют песню, сочиненную поэтом Цветиком и композитором Гуслей.
Через семь лет по этой книге был поставлен радиоспектакль и также снят мультфильм, где была песня про кузнечика — для радиоспектакля музыку к ней написал Ян Френкель и Илья Шахов, а для мультфильма — Михаил Меерович, однако, эти два варианта музыки остались практически неизвестны.
Широкоизвестная музыка появилась позже — в 1971 году по мотивам книги был снят кукольный мультфильм «Приключения Незнайки и его друзей», где песню поёт Незнайка (озвучивает Клара Румянова), музыку к мультфильму сочинил композитор Владимир Шаинский, в том числе и к этой песне.

«В траве сидел кузнечик» из мультфильма про Незнайку: простая незатейливая мелодия с ясным, немного приплясывающим ритмом.— журнал «Музыкальная жизнь», 1986